# Снохомиш (округ)
Округ Снохо́миш (англ. Snohomish County) — округ штата Вашингтон, США. Население округа на 2000 год составляло 606 024 человек. Административный центр округа — город Эверетт.

## История
Округ Снохомиш территории Вашингтон основан в 1861 году, когда его выделили из состава округа Айленд.
21 января 2020 года здесь был зафиксирован 1-й в США случай вируса COVID-19.

## География
Округ занимает площадь 5413.1 км2.

## Демография
Согласно переписи населения 2000 года, в округе Снохомиш проживало 606 024 человек (данные Бюро переписи населения США). Плотность населения составляла 112 человек на квадратный километр.

## Города
Крупнейшие города Снохомиша — Эверетт, Мэрисвилл, Эдмондс, Линвуд и Лейк-Стивенс.